# 春暉社
春暉社，台灣中學、大學學生社團，係因推行校園春暉專案，由教育部下令於各級學校成立。定位為公益性、服務性社團，指導老師則由學校軍訓教官兼任，以宣導防制學生藥物濫用、消除菸害、預防酗酒、嚼食檳榔等觀念為宗

## 成立背景
1990年，行政院衛生署鑒於安非他命流入校園，發出警訊。行政院成立「春暉專案推動小組」，隔年推動「防制藥物濫用」、「消除菸害」、「預防性傳染疾病」等三項工作，稱為「春暉專案」，逐步納入拒絕「酗酒」和「嚼食檳榔」等工作。教育部並於1991年起，開始輔導學校成立春暉社，負責春暉專案各種宣導工作。